# New Ashford
New Ashford är en kommun (town) i Berkshire County i delstaten Massachusetts, USA. Vid folkräkningen år 2000 bodde 1 494 personer på orten. Den har enligt United States Census Bureau en area på totalt 35,1 km², allt är land.

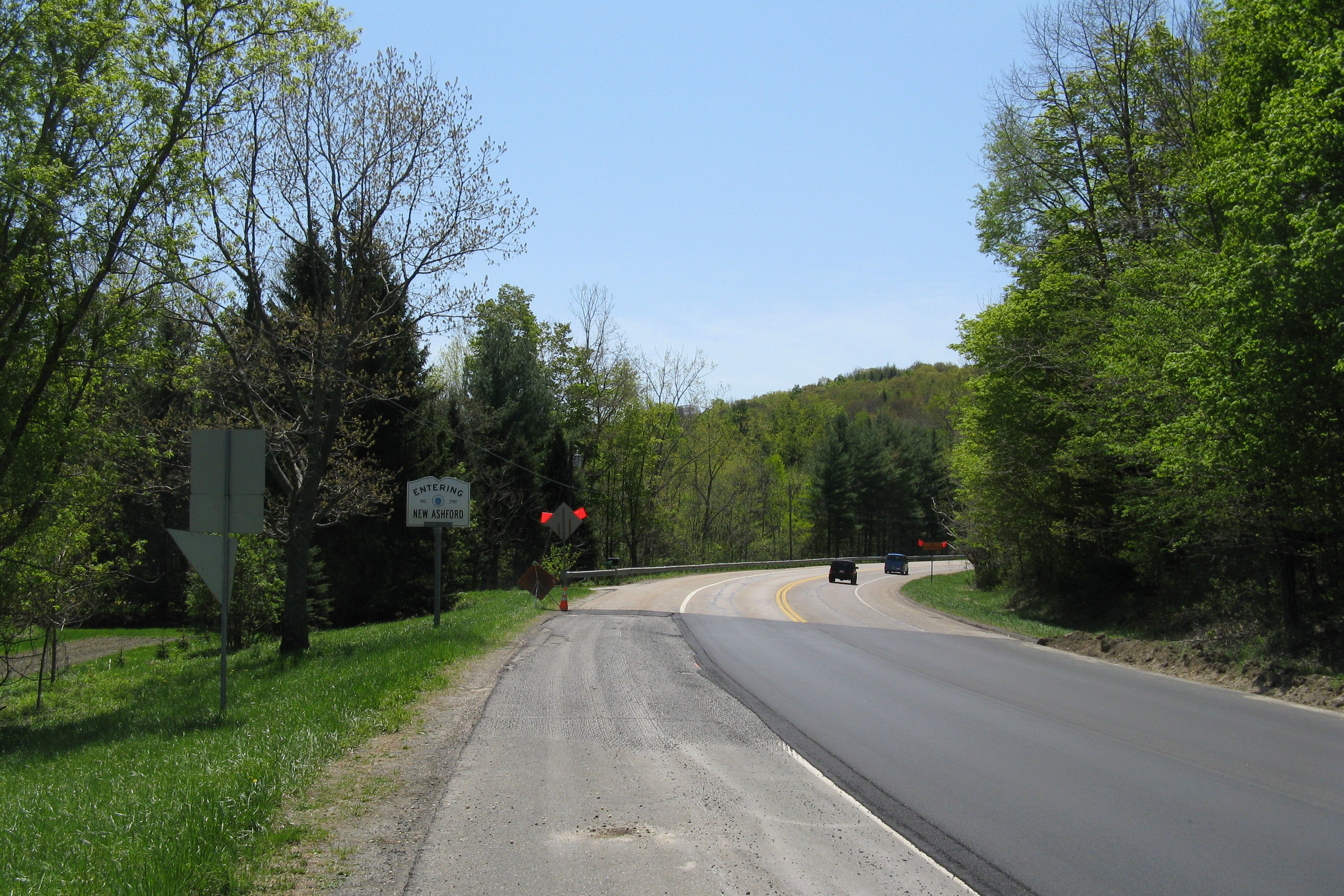